# José de Araújo Roso Danin
José de Araújo Roso Danin (1829 — 1895) foi um político brasileiro.
Foi vice-presidente da província do Pará, exercendo a presidência interinamente três vezes, de 11 de maio de 1883 a 4 de agosto de 1884 e de 14 de junho a 16 de julho de 1885 e de 18 a 24 de julho de 1889.